# Cerámica egipcia

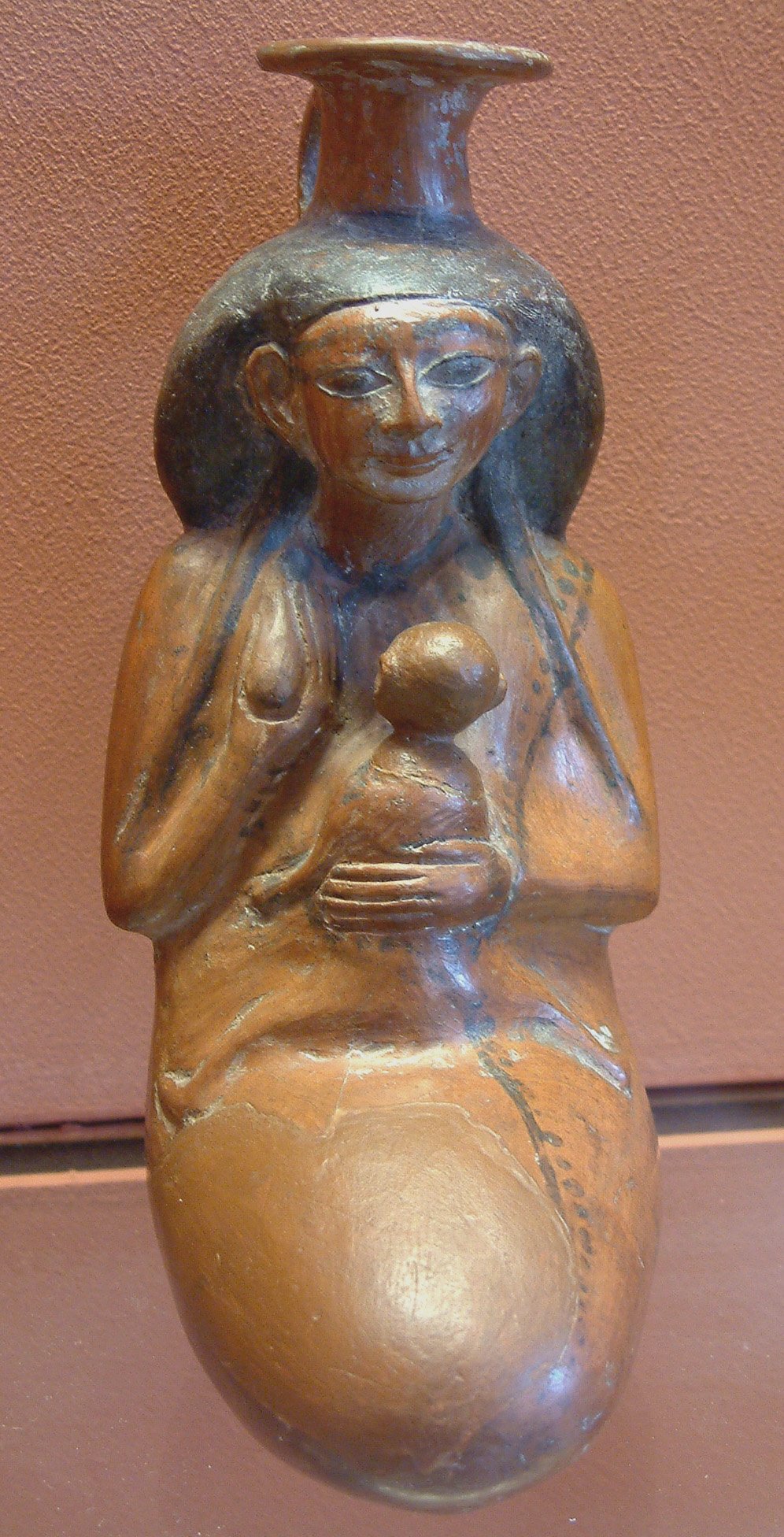
Vasija egipcia. Museo del Louvre.

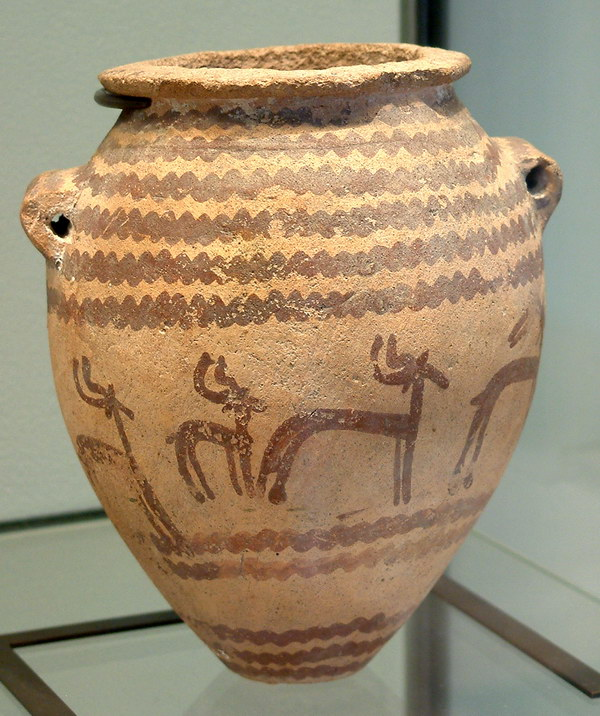
Vasija predinástica.

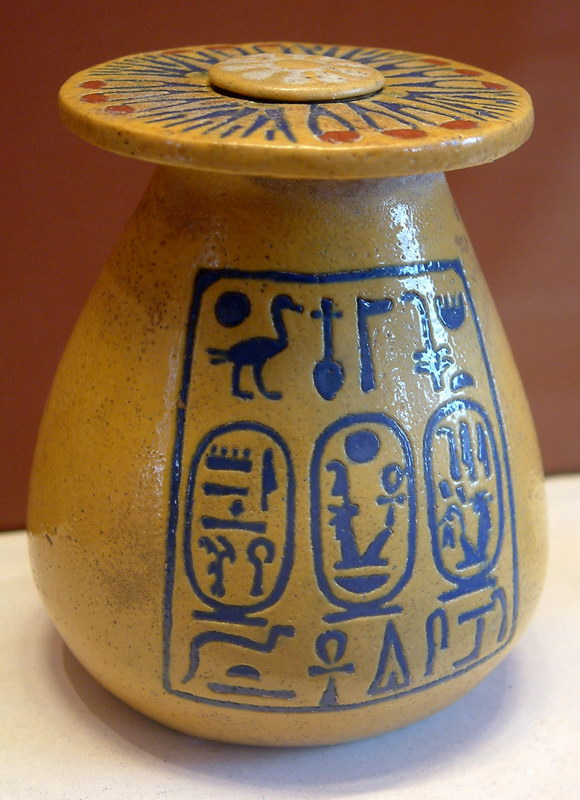
Amenhotep III y Tiy.

Se han hallado en Egipto hermosos objetos de cerámica pertenecientes a sus más remotas civilizaciones y en las pinturas de sus cámaras sepulcrales se han descubierto representaciones del arte del alfarero, modelando vasijas a torno, que se remontan por lo menos a la dinastía IV (unos dos mil ochocientos años antes de Cristo). 
Las vasijas esmaltadas con barniz cobrizo estaban en uso ya desde la dinastía XII (unos dos mil años a. C.) y anteriormente, en los almacenes subterráneos de la Pirámide escalonada de Saqqara (hacia 2650 a. C.) se emplearon asimismo plaquetas esmaltadas para revestimiento interior de los muros. Las figuras llamadas respondientes (Ushebti) y varios amuletos de fayenza (barro cocido y esmaltado de color azul verdoso) abundan en las tumbas del Imperio Nuevo. 
Las formas de vasijas funerarias más utilizadas, a juzgar por los hallazgos, debieron ser los vasos canopos (semicónicos u ovoideos y con tapa, que remata en cabeza de divinidad) y la copa con forma de flor de loto abierta, sencillas decoraciones y algún jeroglífico inciso o pintado. 
Sin embargo, la cerámica egipcia nunca alcanzó la perfección y elegancia de la griega, sin duda, porque los vasos de lujo en Egipto eran de oro y alabastro. 
Una de las más importantes colecciones de cerámica egipcia es la colección de trece vasijas egipcias con casi seis mil años de antigüedad conservadas en el Museo de la Naturaleza y el Hombre de Santa Cruz de Tenerife (España). Una de estas vasijas corresponde al período Naqada y es considerada la pieza más antigua de esta cultura en un museo español.